# Cayo Rocoso
Cayo Rocoso (en inglés: Rocky Cay) es un cayo de Colombia que se localiza a los 12°32' de Latitud Norte y 81°42' de Longitud Oeste, en el Departamento de San Andrés y Providencia, al este de la isla de San Andrés. El cayo, como su nombre indica, es de roca y no de arena como usualmente son los cayos en el departamento. Cayo Rocoso se ubica muy próximo a un barco que encalló: los turistas pueden ir al Cayo caminando.

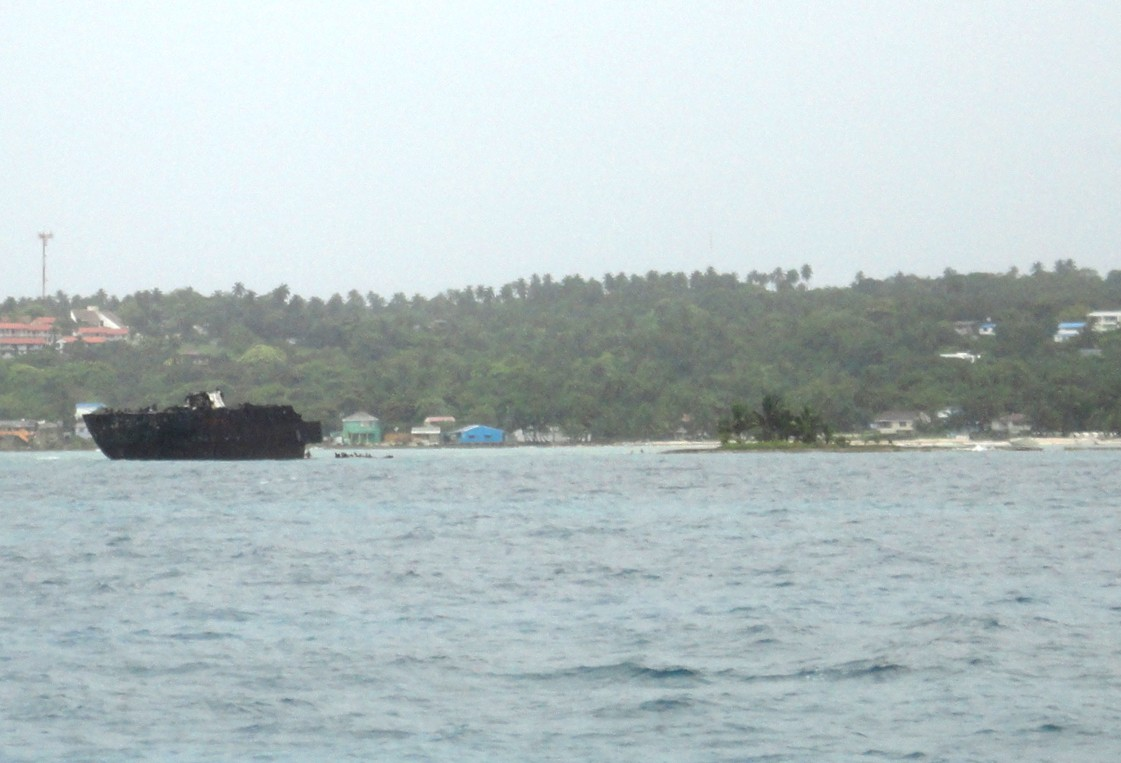
Cayo Rocoso desde el este